# Jean III Radziwiłł
Jan III Radziwiłł (en lituanien: Jonas Radvila III) (1492–1542), vice échanson de Lituanie, staroste de Samogitie. Il est le fils de Mikołaj II Radziwiłł et Elżbieta Anna Sakowicz.

## Mariage et descendance
Il épouse Anna Kostewicz qui lui donne trois enfants:
- Anna Radziwiłł, épouse de Stanisław Kiszka II, voïvode de Vitebsk
- Petronele Radziwiłł, épouse de Stanisław Dowojno, voïvode de Polotsk
- Elżbieta Radziwiłł, épouse d'Hieronim Sieniawski, voïvode de Halych et Kolomyia, chambellan et castellan de Kamieniec Podolski

## Crédits
- (en) Cet article est partiellement ou en totalité issu de l’article de Wikipédia en anglais intitulé « Jan Radziwiłł » (voir la liste des auteurs).